# جک کورکیان
جک کِوُرکیان (به انگلیسی: Jack Kevorkian) (زاده ۲۶ مه ۱۹۲۸ - درگذشته ۳ ژوئن ۲۰۱۱) پاتولوژیست، نقاش، آهنگساز و نوازنده آمریکایی-ارمنی است.

## زندگی‌نامه
پاتولوژی (آسیب‌شناسی) شاخه‌ای از علم پزشکی است که در خصوص تأثیر بیماری‌ها و آسیب‌ها در سطح بافتی و سلولی بحث می‌کند و شامل مطالعه فرایند بیماری در یک اندام یا تمامی بدن برای شناخت ماهیت و علت‌های آن است. در شرایط عملی آسیب‌شناسان با بافت‌برداری از مناطق آسیب دیده یا بررسی بافت‌های ارسال شده توسط پزشکان به تشخیص عامل بیماری‌زا کمک می‌کنند.
کورکیان به بیمارانی که از بیماریهای لاعلاج رنج می‌بردند، برای اوتانازی مشاوره‌های زیادی داد. او ادعا کرده که به حداقل ۱۳۰ نفر برای دستیابی به این هدف کمک کرده‌است. به همین دلیل کورکیان در سال ۱۹۹۹ به اتهام قتل عمد به ۲۵ سال زندان محکوم شد. او در سال ۲۰۰۷ پس از تحمل ۸ سال زندان با شرط عدم مشاوره به بیماران برای مرگ اختیاری آزاد شد.
جک کورکیان در سوم ژوئن ۲۰۱۱ در سن هشتاد و سه سالگی بر اثر ناراحتی کلیه و ذات‌الریه در بیمارستان بومان در میشیگان درگذشت.

## در تلویزیون
در سال ۲۰۱۰ کمپانی برادران وارنر فیلمی بر اساس زندگی این پزشک و کمک وی به بیمارانش برای خودکشی تولید کرد. این فیلم از روی کتابی به نام: " میان مردن و مرده: زندگی دکتر کوارکیان و نبرد برای قانونی کردن اوتانازی با نام تو جک را نمی‌شناسی ساخته شد. در این فیلم آل پاچینو نقش دکتر کوارکیان را بازی کرد و به خاطر ایفای این نقش برنده جایزه امی در دوره ۶۲ و نیز برنده جایزه گلدن گلوب در سال ۲۰۱۱ گردید.